# Jiří Samek
Jiří Samek (20. července 1931 Praha – 6. září 2009 Plzeň) byl český herec.

## Život
Narodil se v herecké rodině. Základní vzdělání ukončil v Teplicích s nástavbou JUK. Na hereckou konzervatoř ho pro nízký věk nevzali, a proto přijal nabídku MOD v Praze-Libni a nastoupil jako herec-elév. Po následujícím angažmá v Teplicích sloužil 31 měsíců u Pohraniční stráže v Chebu jako voják základní služby.
Následovala angažmá v divadlech Šumperk, Karlovy Vary, Plzeň, v Městských divadlech pražských a opět v Plzni do roku 1994.
Spolupracoval s filmem, televizí, rozhlasem, dabingem, atd. Obdržel Cenu čs. rozhlasu, Cenu ministerstva kultury, I. cenu v celostátní soutěži v uměleckém přednesu.
Aktivně se věnoval lehké atletice, basketbalu, volejbalu, v pozdějším věku rekreačně tenisu. Z umění se jako posluchač nejraději věnoval klasické hudbě symfonické i operní, ale měl rád i jazz. Byl i ctitelem výtvarného umění. Od 8. června 1996 byl členem politické strany ČSSD.
V letech 1994–1998 byl členem Zastupitelstva města Plzeň, od roku 1998 místostarostou MO Plzeň 1. V roce 1997 se stal starostou MO Plzeň 1 a členem MěVV, později byl, až do své smrti ředitelem Plzeňské filharmonie.

## Filmografie
- Četnické humoresky (2002) – starosta obce
- Zapomenuté světlo (1996) – Vacek
- Náhrdelník (1992) (TV seriál)
- Byli jsme to my? (1990) – ředitel OD
- Divoká srdce (1990) – Divoký páv – role neurčena
- Popel a hvězdy (1990) – Aldringen
- Malé dějiny jedné rodiny, 40. díl (TV seriál) (1989) – zaměstnanec ministerstva průmyslu
- Muka obraznosti (1989) – Kaška
- Útěk s Cézarem (1989) – děda
- Devět kruhů pekla (1987) – doc. Samek
- Pěsti ve tmě (1986) – policejní inspektor
- Gottwald (TV seriál) (1986) – major Kalvoda
- Do zubů a do srdíčka (1985) – Sůra
- Druhý tah pěšcem (1985) – náčelník kontrarozvědné služby
- Restaurace (1983) – František
- Vítr v kapse (1983) – Forejt
- Hodina života (1981) – Lukáš
- Arabela (1980) – televizní technik
- Matěji, proč tě holky nechtějí? (1981) – Žaloudek
- Romaneto (1980) – komisař
- Drsná Planina (1979) – role neurčena
- Plechová kavalerie (TV seriál) (1979) – Bohouš Straka
- Příběh lásky a cti (1977) – Sladkovský
- Vražda před večeří (1972) – Herle

## Dabing
- Hvězdná brána (TV seriál) – generálmajor George Hammond
- Mstitel s píšťalou (1986)